# Marolterode

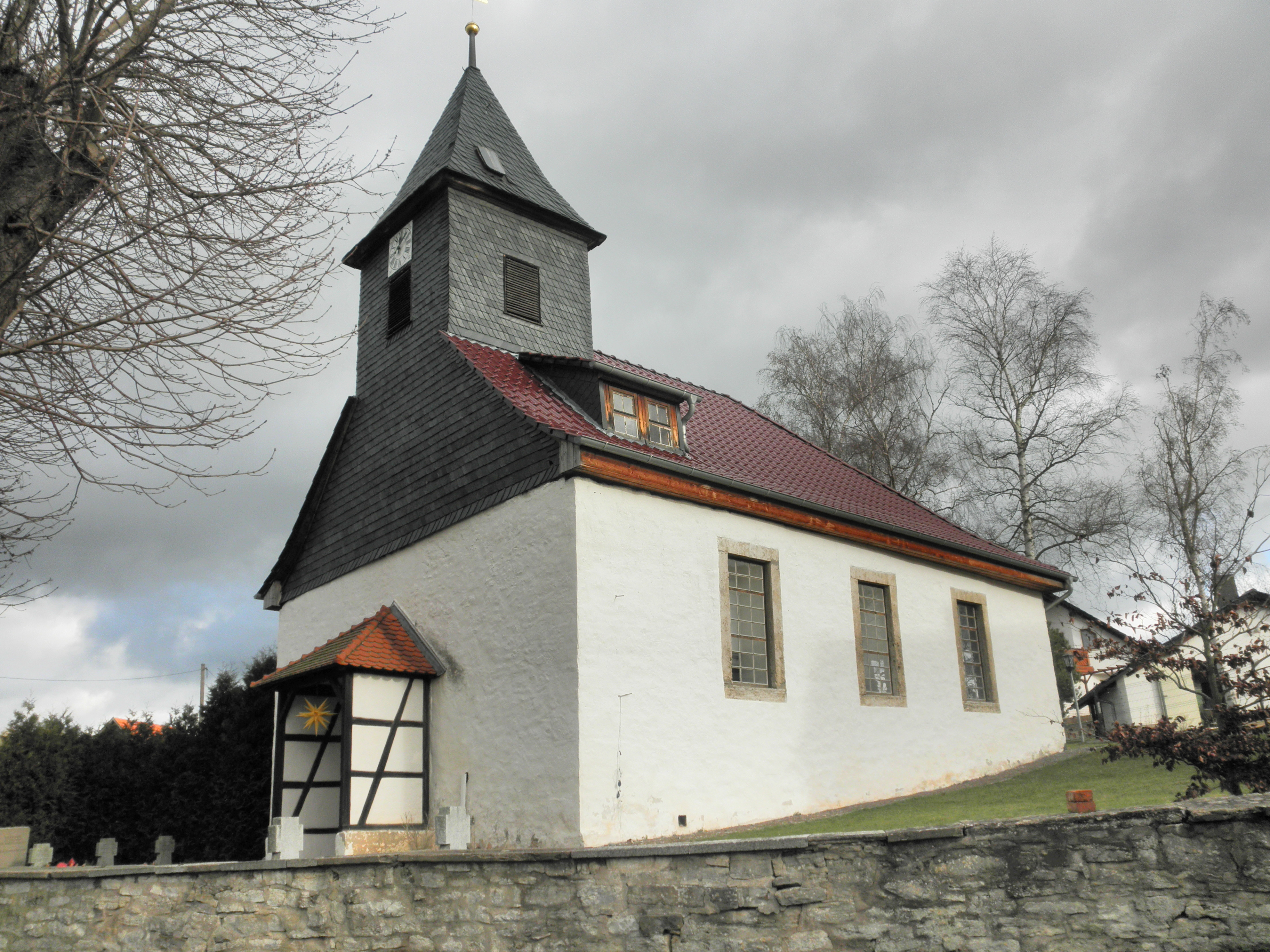
Kirche von Marolterode (2012)

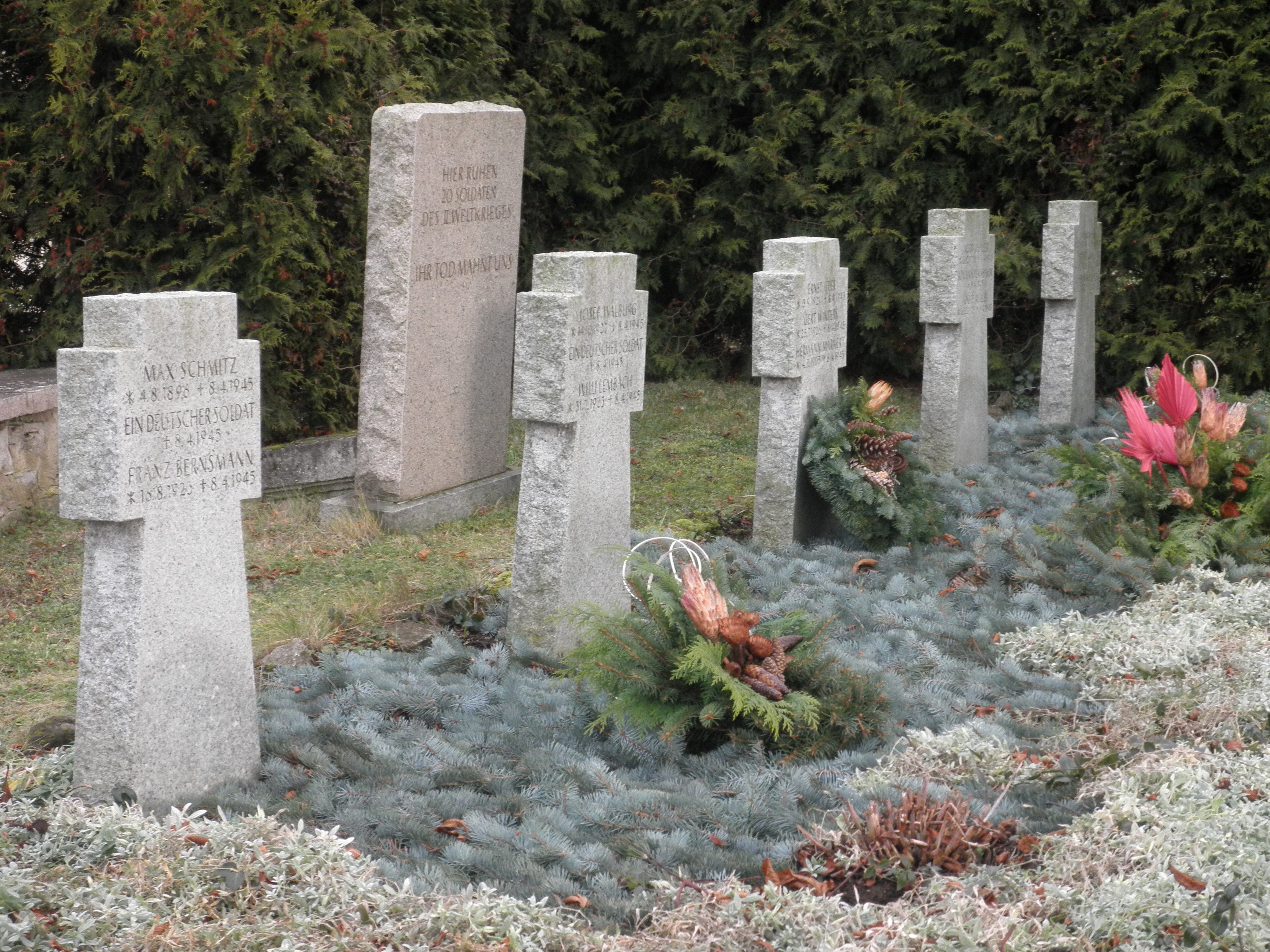
Soldatengräber vom 8. April 1945 auf dem Kirchhof (2012)

Marolterode ist eine Gemeinde im Unstrut-Hainich-Kreis in Thüringen. Erfüllende Gemeinde für Marolterode ist die Stadt Nottertal-Heilinger Höhen.

## Geographie
Marolterode liegt südöstlich von Schlotheim an der Landesstraße 1027 am nordwestlichen Ausgang des Schlotheimer Grabens, der in den Heilinger Höhen im Nordwesten des Thüringer Beckens verläuft.

## Geschichte
In der Ortslage von Marolterode fand man bei Ausgrabungen Funde, die bereits auf eine germanische Siedlung hinweisen. Die Ortschaft Malterode an sich wurde vermutlich erstmals um das Jahr 1288 erwähnt. Genau belegt ist diese Zahl bislang nicht. Am 27. Mai 1301 wurde Marolterode in den Besitzungen des Klosters Volkenroda erwähnt. Nach einer Urkunde aus der 2. Kalenderwoche im Juni 1305 erteilte Günther von Schwarzburg dem Kloster Volkenroda Zollfreiheit über den Ort.
Um 1580 tauchen in Schriftstücken die Bezeichnungen „Marroda“, „Maroldishausen“ oder „Maroldshausen“ für den Ort auf. Ab 1690 findet sich die Form Marolterode. Der Name deutet auf einen ehemals von Pferdezucht lebenden Ort hin, denn der Name des Ortes kommt vom Wort „Marolt“, eine Bezeichnung für Pferdebesitzer („Mähren-Halter“).
Der Ort wechselte im Laufe der Jahrhunderte mehrfach den Besitzer. Anfangs zum Territorium der Landgrafen von Thüringen gehörend, gelangte es später an Kurfürst Moritz von Sachsen, dann an Graf Heise von Lutterberg sowie schließlich in den Besitz des Klosters in Schlotheim. 1753 war Marolterode, auch Marode genannt, ein Siedlungsort der ambulanten Tagelöhner, Pfannenflicker, Besenbinder, Scherenschleifer, Keßler und Musikanten. Er wird öfters als starkes Durchgangsgebiet der Krummfingers-Balthasar Räuberbande beschrieben. Das Bandenmitglied, gemeldeter Hanns Georg  Koch, genannt Zippelfleisch wohne in Marode. Der Ort gehörte bis 1815 zum kursächsischen Amt Langensalza und nach seiner Abtretung an Preußen von 1816 bis 1944 zum Landkreis Langensalza in der Provinz Sachsen.
Am 6./8. April 1945 wurden US-Panzer im Ort von deutschen Sturmgeschützen unter Feuer genommen. Es entwickelte sich ein stundenlanger, verlustreicher Kampf. Zwanzig deutsche Gefallene vom 8. April wurden am Abend von den Dorfbewohnern geborgen und später in einem Gemeinschaftsgrab auf dem Kirchhof beigesetzt. Während der Kampfhandlungen befand sich die Bevölkerung für mehrere Tage evakuiert in Schlotheim.

## Blowout
1959 erfolgte bei einer Gasprobebohrung ein  Blowout mit nachfolgendem Brand. Zuerst trat am 25. Juli 1959 an einer Probebohrung Gas aus. Während der Arbeiten zum Verschluss der Bohrung entzündete sich dieses durch einen Blitzschlag am 9. August 1959, und die Hitze des brennenden Gases brachte den Bohrturm zum Einsturz. Dessen Trümmer behinderten die Löscharbeiten und Arbeiten am Verschluss der Bohrung und waren selber wegen der Hitze des Brandes nicht zugänglich, so dass sie erst durch Schüsse aus Panzerkanonen zerlegt und mit Schiffsankern von der Brandstelle entfernt werden mussten. Letztlich gelang der Verschluss der Bohrung mit einem Blowout-Preventer, nachdem der Brand mit einem „chemischen Verfahren“ gelöscht war. Der Feuerwehreinsatz dazu dauerte bis zum 19. August 1959. Das Ereignis wurde Thema der Sendung Lebensretter des MDR vom 2. März 2017.

## Politik

### Gemeinderat
Der Rat der Gemeinde Marolterode besteht aus sechs (zwei) Ratsfrauen und (vier) Ratsherren, die alle einer Freien Wählervereinigung (Feuerwehr Marolterode) angehören.
(Stand: Kommunalwahl am 26. Mai 2019)

### Bürgermeister
Der ehrenamtliche Bürgermeister Joachim Haase wurde am 5. Juni 2016 wiedergewählt. Er wurde auch am 12. Juni 2022 bei einer Wahlbeteiligung von 64,7 % mit 66,7 % ohne Gegenkandidaten wiedergewählt.

## Wirtschaft und Infrastruktur

### Abwasserbeseitigung
Die Aufgabe der Abwasserbeseitigung hat die Gemeinde auf den Trink- und Abwasserzweckverband "Notter" übertragen.

## Sonstiges
Als Zeugnisse eines derben  Volkshumors bildeten sich bereits vor Jahrhunderten Besonderheiten des  jeweiligen Dorfes charakterisierende Neck- und Spitznamen heraus. Demnach lebten hier im  Ort die Pasebinger – Besenbinder – auch Kulbesköppe, Maröder und Roller – als Ableitung vom Ortsnamen.